# Цветанка Ризова
Цветанка Ризова е българска журналистка, телевизионна водеща.

## Биография
Цветанка Ризова е родена на 13 юли 1965 г. в Кюстендил. Завършва Българска филология в СУ „Св. Климент Охридски“, след което работи във вестниците „Подкрепа“, „Новинар“ и „Сега“.
Водеща е на предаването „На четири очи“ по Нова телевизия. С него е печелила награди от фестивалите „Осмата муза“ (2003), „Българската Европа“ и медийния фестивал в Албена (2003), а самата тя е първата лауреатка на приза „Черноризец Храбър“ за тв публицистика (2005) и „Жена на годината“ в категорията „Тв журналистка“ (2007).
От октомври 2012 г. започва да води заедно с Димитър Цонев предаването „Лице в лице“ по bTV. След като Димитър Цонев преминава в БНТ, Ризова остава титулярен водещ.